# フリードリヒ・ビュリー
フリードリヒ・ビュリー（Friedrich (Fritz) Bury、1763年3月13日 - 1823年5月18日）はドイツの画家である。

## 略歴
ヘッセンのハーナウの銀細工師のJean Jacques Buryの息子に生まれた。父親から芸術的な教育を受けた後、1780年からデュッセルドルフ美術アカデミーで学んだ。この学校でスイス出身の画家、リプス（Johann Heinrich Lips:1758-1817）と知り合い、1783年から1799年までイタリアに滞在し、イタリアの巨匠の作品に学んだ。この時期イタリアにいたドイツの画家、ヨハン・ハインリヒ・ヴィルヘルム・ティシュバインと親しくなり、「イタリア紀行」の旅でイタリアを訪れたヨハン・ヴォルフガング・フォン・ゲーテとも知り合い、その肖像画などを残している。
ドイツに戻った後、カッセル、ヴァイマル、ドレスデンで働いた後、ベルリンに住んだ。ベルリン自由協会（Die Gesetzlose Gesellschaft zu. Berlin）の会員となり、1811年から1823年までプロイセン王立芸術アカデミーの会員であった。ベルリンのアカデミーの展覧会にはほとんど出展した。

## 作品

### 肖像画

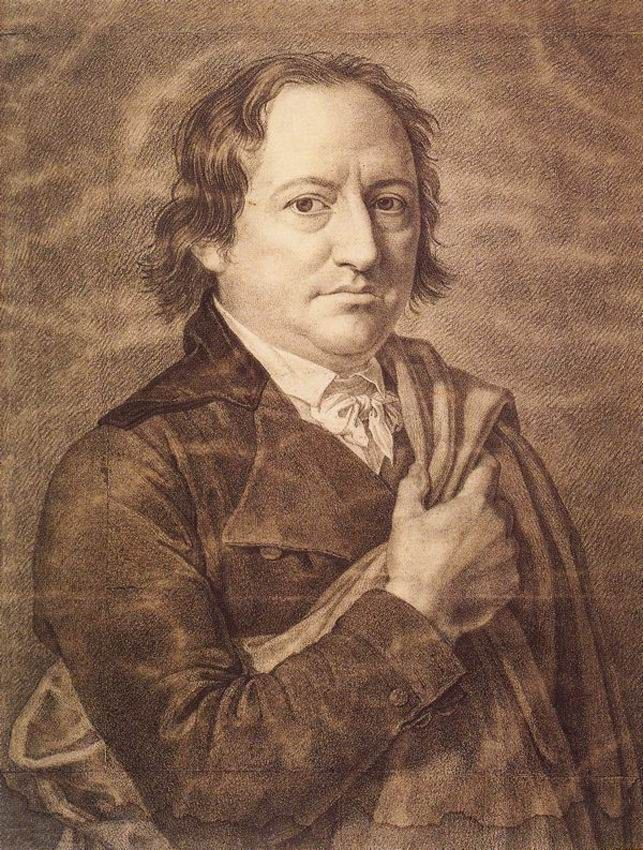
ヨハン・ヴォルフガング・フォン・ゲーテ, chalk drawing from 1800.
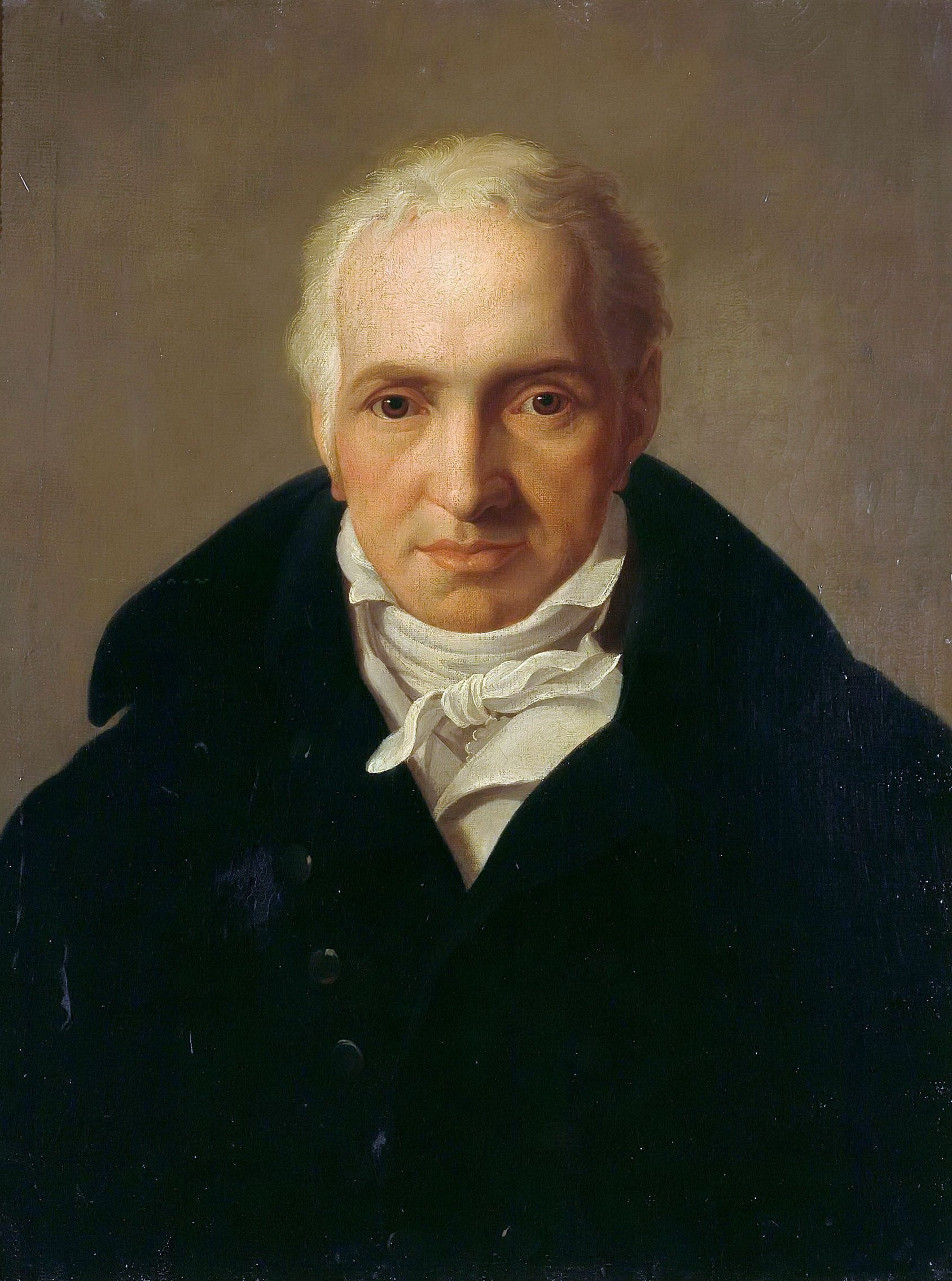
Janus Genelli(画家) (1761–1813), 1800-1805.
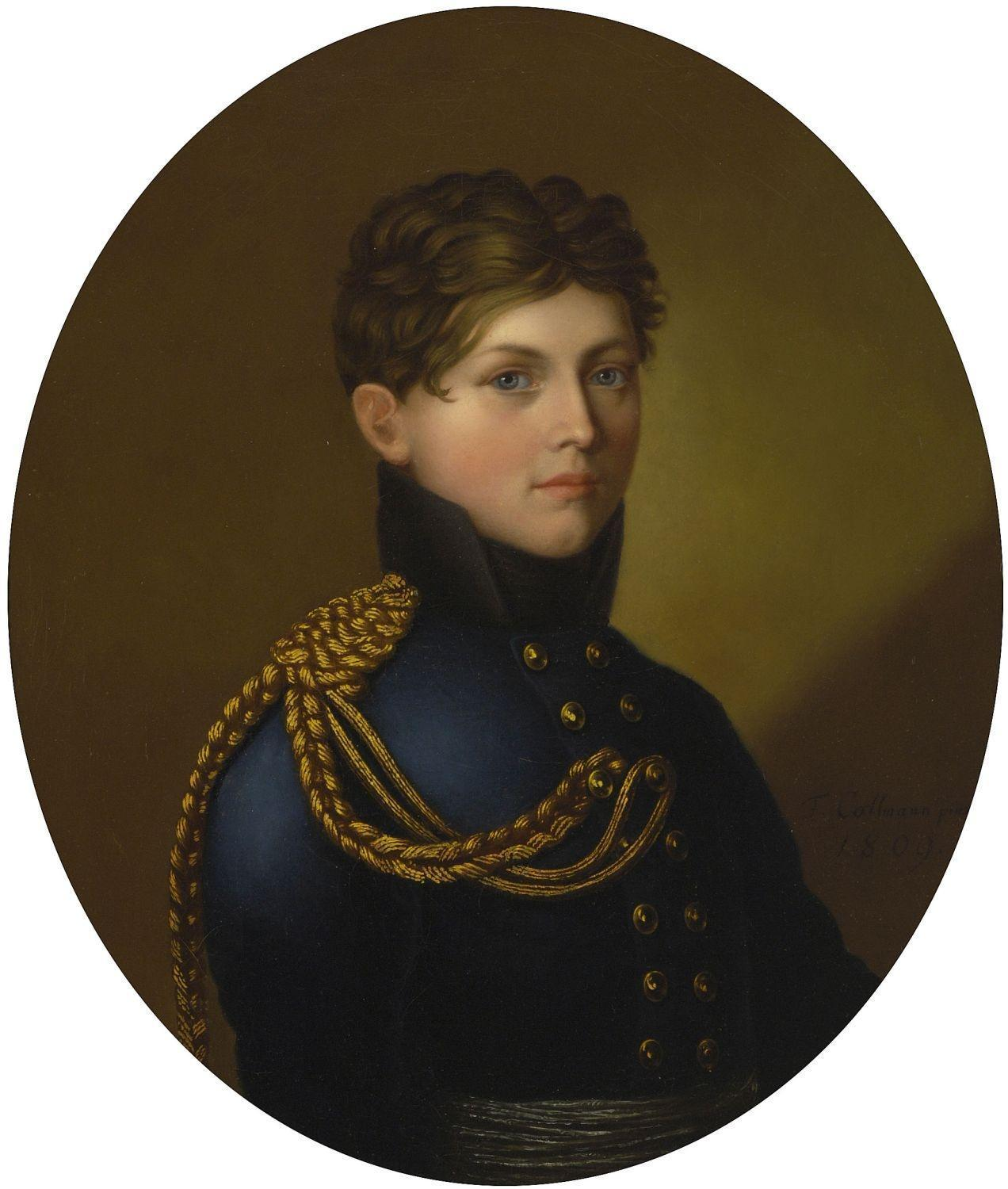
Count Karl Hermann von Wylich-Lottum, 1809.
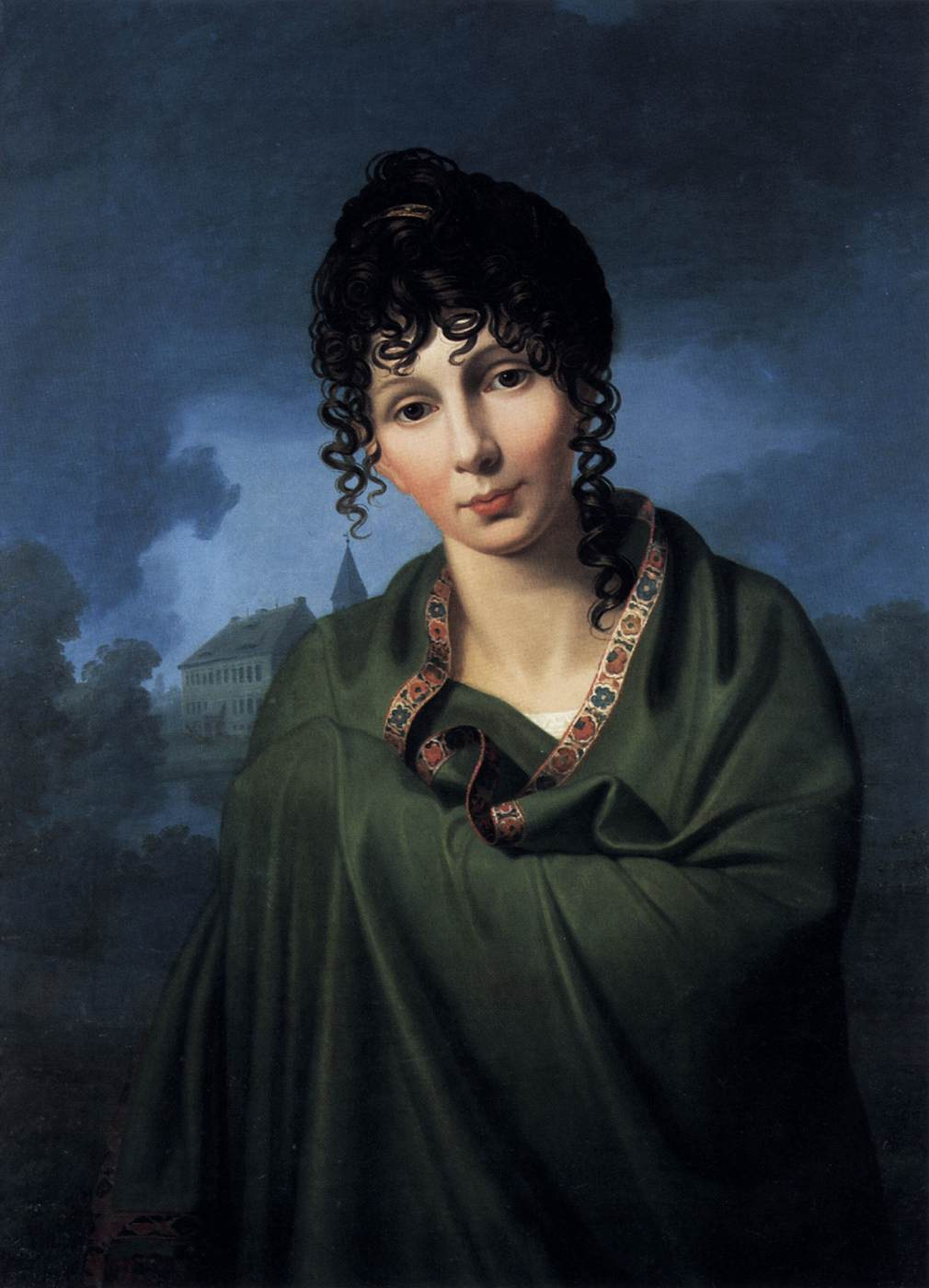
Countess Luise von Voss, 1810.
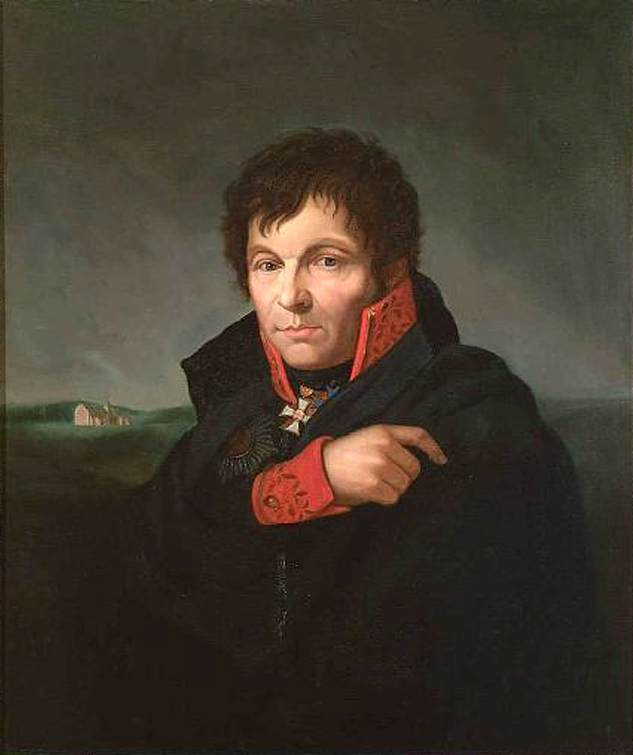
ゲルハルト・フォン・シャルンホルスト, c. 1810
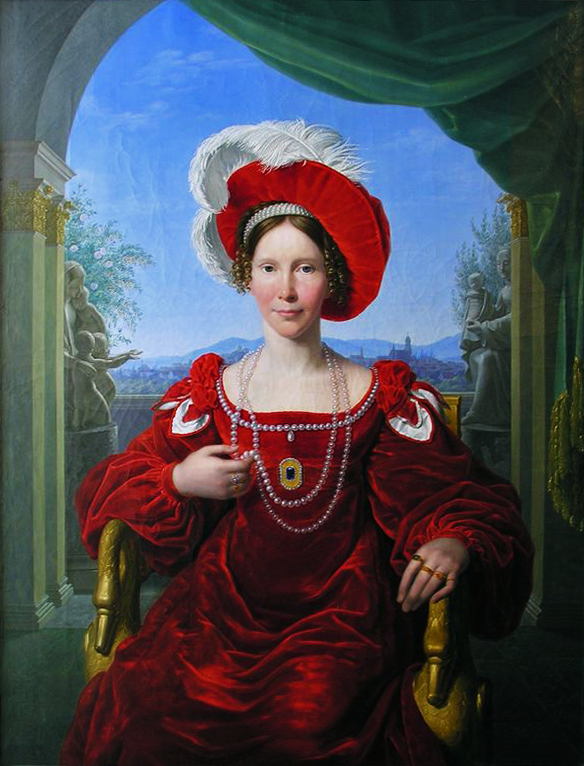
アウグステ・フォン・プロイセン, ca. 1815
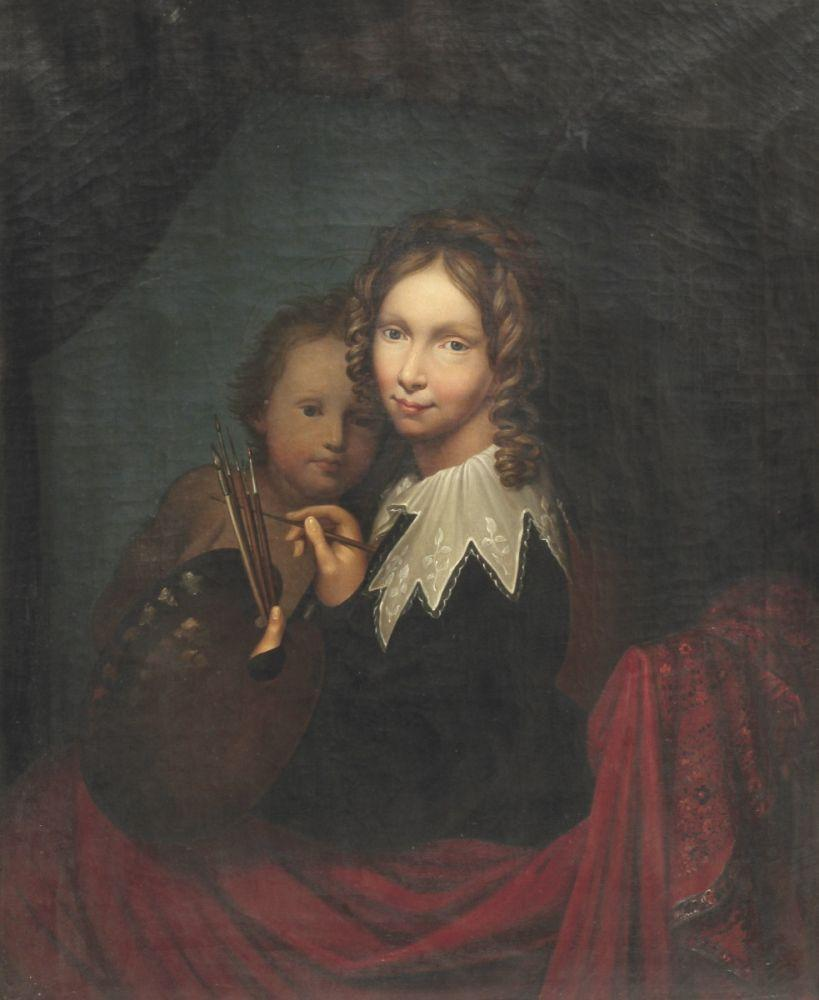
アウグステ・フォン・プロイセン
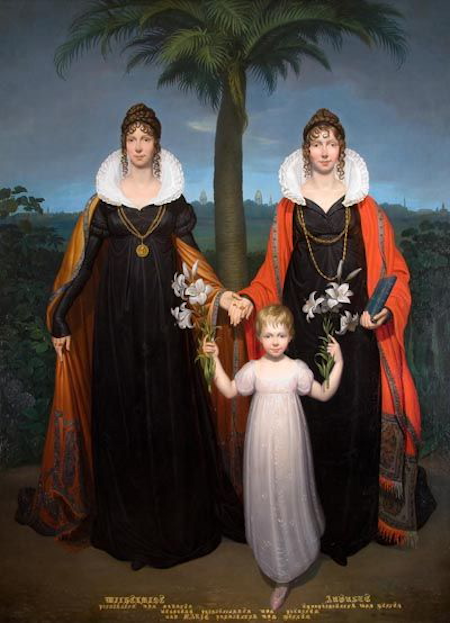

### その他

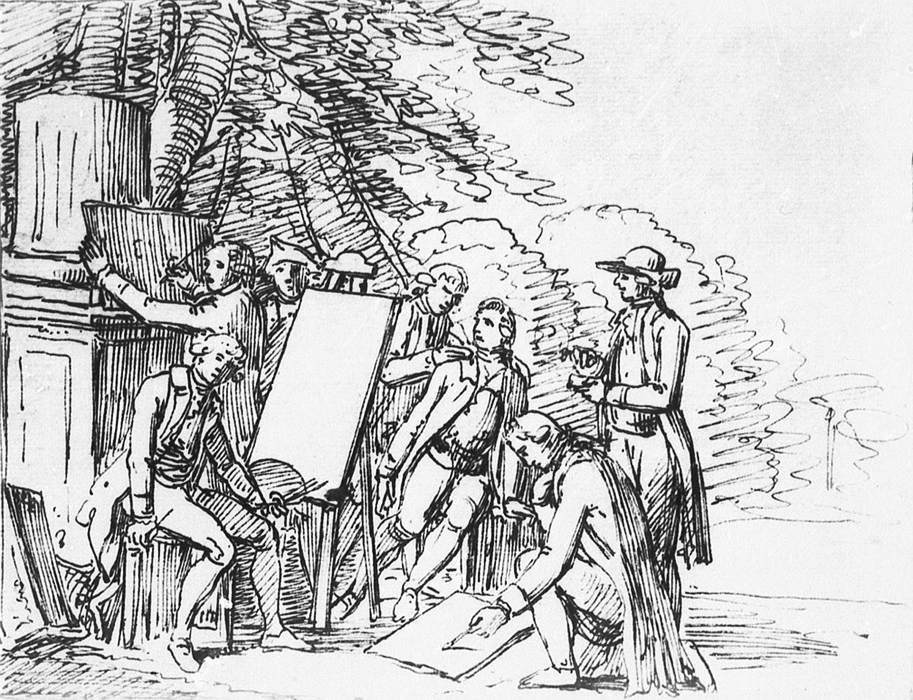
イタリアでのゲーテたちを描いた素描
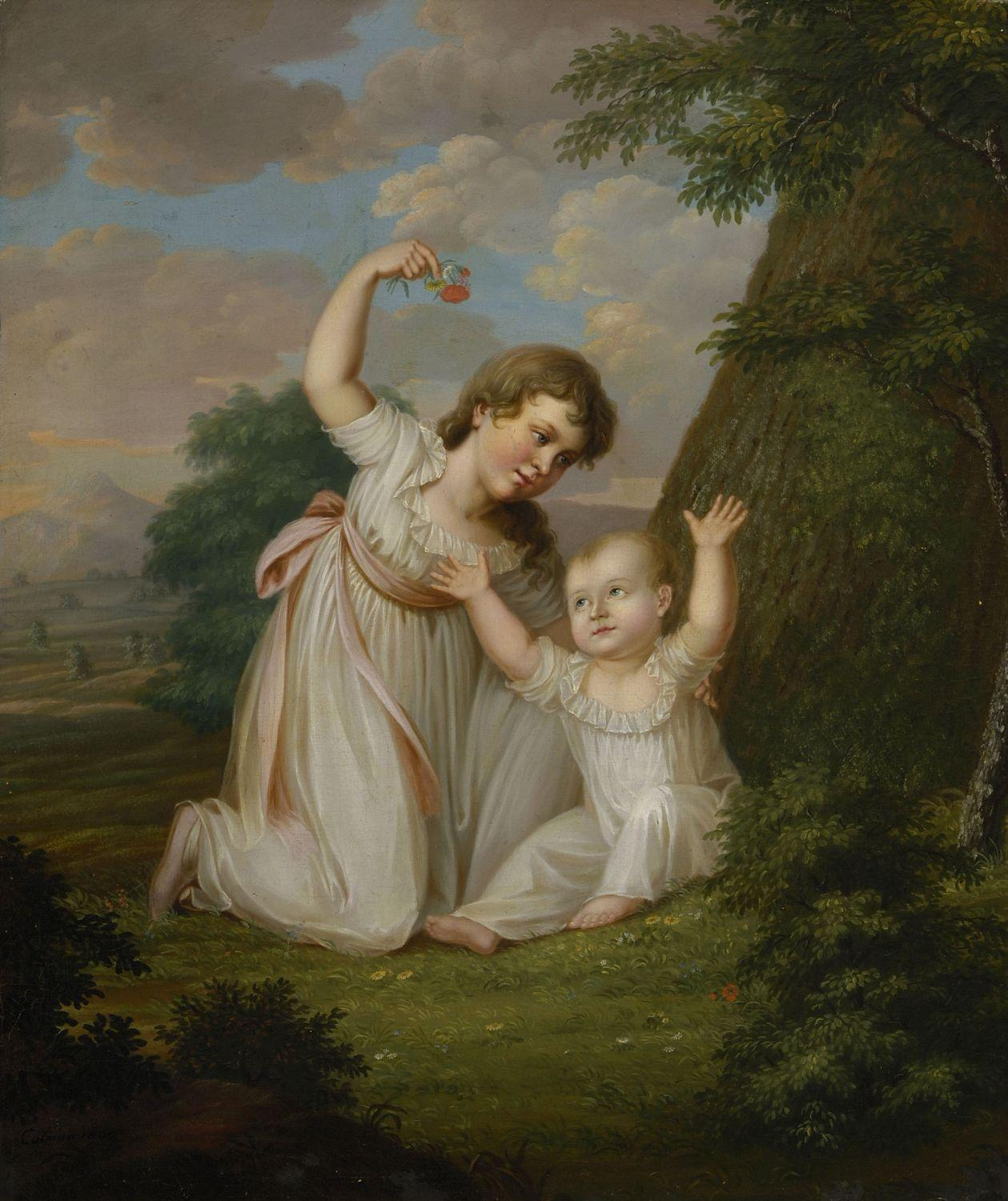
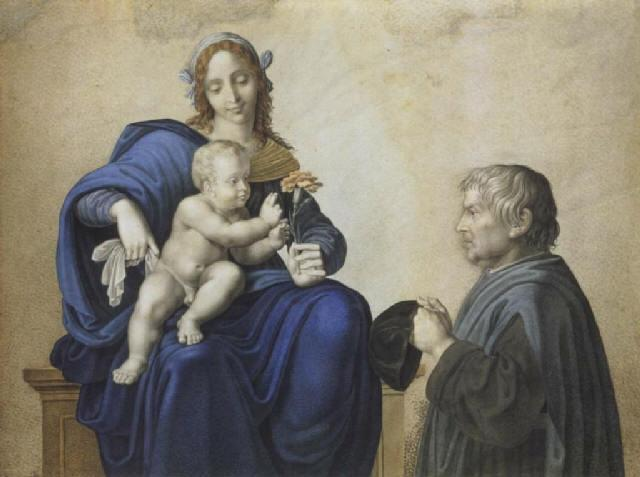
水彩による模写